# 地元応援live Wish+
『地元応援live Wish+』（じもとおうえんライブ ウィッシュプラス）は、2022年4月11日から九州朝日放送（KBCテレビ）で放送されている生放送の情報番組。

## 概要
2022年4月1日まで同時間帯で放送されていた情報番組『Touch』を引き継ぎ、同年4月11日に放送開始。
九州朝日放送の取り組みとして、2022年で4年目を迎える『KBCふるさとWish』を基にして、福岡県・佐賀県の地域情報発信を強化するもので、メインMCを担当する平川尚子（九州朝日放送アナウンサー）とKBCラジオに出演するパーソナリティが、ふるさとの魅力を伝えていく。

## 放送時間
- 2022年4月11日～2024年3月29日

月曜〜木曜 13時45分〜14時48分
金曜 13時48分～14時45分
- 2024年4月1日～

月曜～金曜 13時50分～14時50分
祝日は番組が休みとなる。

## 出演者

### 現在(2024年4月1日〜)
| 月曜                                                                                         | 火曜     | 水曜                    | 木曜                                | 金曜                           |
| メインMC                                                                                     | メインMC | メインMC                | メインMC                            | メインMC                       |
| -------------------------------------------------------------------------------------------- | -------- | ----------------------- | ----------------------------------- | ------------------------------ |
| 平川尚子                                                                                     |          |                         |                                     |                                |
| 曜日レギュラーMC                                                                             |          |                         |                                     |                                |
| 矢野ペペ （パラシュート部隊）                                                                | 波田陽区 | マサヨシ （サカイスト） | ブルーリバー （川原豪介・青木淳也） | ボビー ジェフ太郎 むなかったん |
| 気象予報士                                                                                   |          |                         |                                     |                                |
| 尾澤功                                                                                       | 尾澤功   | 尾澤功                  | 川端美朝                            | 川端美朝                       |
| 中継リポーター                                                                               |          |                         |                                     |                                |
| アイタカーリポーター 井上桃子・大川紫磨・大久保美咲・神田謙信・瀧心海・深川優月(期順&50音順) |          |                         |                                     |                                |

### 過去
| 期間      | 期間      | メインMC | 曜日レギュラーMC | 曜日レギュラーMC | 曜日レギュラーMC | 曜日レギュラーMC  | 曜日レギュラーMC                        | 気象予報士 | 気象予報士 | 気象予報士 | 気象予報士 | 気象予報士 | 中継リポーター アイタガール                                  | 中継リポーター アイタガール                                  | 中継リポーター アイタガール                                  | 中継リポーター アイタガール                                  | 中継リポーター アイタガール |
| 期間      | 期間      | メインMC | 月曜             | 火曜             | 水曜             | 木曜              | 金曜                                    | 月曜       | 火曜       | 水曜       | 木曜       | 金曜       | 月曜                                                         | 火曜                                                         | 水曜                                                         | 木曜                                                         | 金曜                        |
| --------- | --------- | -------- | ---------------- | ---------------- | ---------------- | ----------------- | --------------------------------------- | ---------- | ---------- | ---------- | ---------- | ---------- | ------------------------------------------------------------ | ------------------------------------------------------------ | ------------------------------------------------------------ | ------------------------------------------------------------ | --------------------------- |
| 2022.4.11 | 2023.3.31 | 平川尚子 | 矢野ぺぺ         | 波田陽区         | マサヨシ         | 川原豪介 青木淳也 | ボビー ジェフ太郎 石井裕二              | 尾澤功     | 尾澤功     | 岡雄介     | 岡雄介     | 岡雄介     | 原実記・篠﨑麻由子・國﨑成美・新原菜摘・牛島ひかり・野田桃香 | 原実記・篠﨑麻由子・國﨑成美・新原菜摘・牛島ひかり・野田桃香 | 原実記・篠﨑麻由子・國﨑成美・新原菜摘・牛島ひかり・野田桃香 | 原実記・篠﨑麻由子・國﨑成美・新原菜摘・牛島ひかり・野田桃香 | （コーナーなし）            |
| 2023.4.3  | 2024.3.29 | 平川尚子 | 矢野ぺぺ         | 波田陽区         | マサヨシ         | 川原豪介 青木淳也 | ボビー ジェフ太郎 石井裕二 とらんじっと | 尾澤功     | 尾澤功     | 尾澤功     | 岡雄介     | 岡雄介     | 新原菜摘・牛島ひかり・野田桃香・大川紫磨・井上桃子           | 新原菜摘・牛島ひかり・野田桃香・大川紫磨・井上桃子           | 新原菜摘・牛島ひかり・野田桃香・大川紫磨・井上桃子           | 新原菜摘・牛島ひかり・野田桃香・大川紫磨・井上桃子           | （コーナーなし）            |

## 主なコーナー
- きょうのメッセージテーマ

オープニングにて毎日色んなメッセージテーマを紹介し、視聴者からメッセージを募集する。メッセージは番組の最後に紹介され、メッセージを送った視聴者の中から、「KBCふるさとWish」で週ごとのテーマになっている福岡、佐賀の市町村にある特産品を抽選でプレゼントする。金曜のみ4択アンケートにしている。
- Discover!中継[9]

アイタカーリポーターが九州朝日放送のラジオカーであるアイタカーに乗って、「KBCふるさとWish」で週ごとのテーマになっている福岡、佐賀の市町村へ向かい、旬なグルメと穴場スポットをリポートする。13:56頃と14:25頃の2回生中継するのが主だが、その日の番組内容によっては1回のみの中継、またはコーナーが無い日(特に金曜)もある。
- 天気予報

オープニングで最新の天気・洗濯情報などを伝えるが、14時半過ぎにも気象予報士と曜日MCが一緒に天気情報を伝える。月曜は気象予報士の尾澤功が歌う天気と題して、ポイントとなる天気情報をギター弾き語りで伝えるが、歌い終えると月曜MCである矢野ぺぺにツッコミを入れられる。木曜、金曜は気象予報士の川端美朝が天気のポイントを描いた絵を紹介しながら伝える。
- ニュース

14:20頃、最新のニュースをKBCアナウンサーが伝える。その後に行われるDiscover!中継をKBCアナも一緒に見届ける。
- ランダム企画

「アサデス。」や「ぎゅっと」で取り上げたコーナーを再放送で流したり、ホークスやアビスパなどのスポーツの情報などを紹介する。またイベントの告知などで著名人がゲスト出演する日もある。同時刻に同局のラジオで生放送している「PAO〜N」とのサイマル放送をする事もある。
- 宣伝

CM明けには各スポンサー企業の商品を、メインMC平川尚子の似顔絵アニメ(なおこさん)と本人のナレーションで紹介する。他にも卒業したアイタガールや現役のアイタカーリポーターが収録で商品や店舗などを紹介する。
- 波田陽区のきょうの残念！(火曜日)

曜日MCが波田という事もあって、14:40頃に行うワンコーナー。アイタカーリポーターの失言や妙な行動、平川や尾澤の妙な発言やエピソードを選んで、波田がフィリップを出して斬る。
- アイタカーリポーターの中継こぼれ話(金曜日)

アイタカーリポーターの1人がスタジオに出演し、中継先で起こったエピソードトークや、中継に入らなかったお店の商品を紹介する。